# Poli(tetrafluoroetylen)
Poli(tetrafluoroetylen) (PTFE, nazwa handlowa: teflon) – syntetyczny fluoropolimer o strukturze meru −[−CF
2−CF
2−]
n−.

## Nazwa handlowa
Tworzywo to zsyntetyzował w 1938 Roy J. Plunkett w DuPont Jackson Laboratory w amerykańskim stanie New Jersey. Synteza PTFE została opatentowana przez przedsiębiorstwo DuPont w 1956. Patent wygasł po 20 latach, natomiast nazwa Teflon jest zastrzeżonym znakiem towarowym przedsiębiorstwa DuPont i inni producenci tego polimeru nie mają prawa nią się posługiwać.
Przedsiębiorstwo DuPont opatruje tą nazwą nie tylko politetrafluoroetylen, lecz także inne polimery i kopolimery poliolefinowe z dużą zawartością merów −[CF
2CF
2]−, które łącznie tworzą rodzinę kilkuset różnych produktów.
Poli(tetrafluoroetylen) znany jest w Polsce również pod nazwą „tarflen” (produkt mościckich Zakładów Azotowych; obecnie cały wydział produkcji tarflenu i laboratorium badawcze przejęło przedsiębiorstwo INBRAS Sarbinowscy w Tarnowie). Inna nazwa handlowa to „fluon”.

## Otrzymywanie
Politetrafluoroetylen jest najczęściej produkowany w procesie emulsyjnej polimeryzacji tetrafluoroetylenu (CF
2=CF
2):

synteza teflonu

która prowadzi do otrzymania ściśle liniowych cząsteczek o masach molowych rzędu 106 g/mol.
W wyniku tego procesu otrzymuje się emulsję tego polimeru w wodzie, benzynie lub eterze naftowym, którą można przerabiać na granulat lub stosować po zatężeniu jako środek do pokrywania powierzchni lub dodawania do, między innymi, smarów.
Polska technologia polimeryzacji dawała PTFE w postaci emulsji lub zawiesiny wodnej, w tym drugim przypadku otrzymywano porowate ziarno o wrzecionowatym kształcie (drobne kłaczki), lekko postrzępionej powierzchni, o przybliżonej długości pojedynczego ziarna 1–5 mm. Proces otrzymywania PTFE w tej technologii był dość ciekawy z punktu widzenia teorii polimeryzacji: ze względu na sposób inicjowania procesu była to polimeryzacja emulsyjna (nadtlenkowy inicjator rozpuszczony w fazie zwartej – wodnej), natomiast ze względu na rozmiar ziarna i nietrwałość zawiesiny nosiła znamiona polimeryzacji suspensyjnej (tzw. perełkowej lub mikroblokowej).

## Właściwości
Czysty poli(tetrafluoroetylen) topi się w temperaturze 327 °C, ale wykazuje bardzo dużą lepkość niepozwalającą na przetwórstwo typowe dla termoplastów. W temperaturze ok. 260 °C przechodzi z fazy krystalicznej do fazy ciekłokrystalicznej, w której staje się przezroczysty i dość miękki, ale nie płynny.
Jedną z najważniejszych cech PTFE jest jego wyjątkowo mała swobodna energia powierzchniowa, dzięki czemu ma on dobre właściwości smarujące oraz nie przywierają do niego żadne zanieczyszczenia. Inną ważną właściwością PTFE jest jego wysoka odporność chemiczna. Praktycznie nie reaguje on z niczym ani w niczym się nie rozpuszcza, nawet w stężonym kwasie fluorowodorowym, do którego przechowywania jest wykorzystywany.
Ze względu na nietopliwość PTFE nie można obrabiać w typowy dla tworzyw sztucznych sposób (np. przez wytłaczanie lub wtrysk), lecz trzeba stosować techniki spiekania proszku – podobne do stosowanych w materiałach ceramicznych.
Inne odmiany PTFE, w których składzie obok merów −[−CF
2−CF
2−]
n− są także mery zawierające atomy wodoru, są topliwe i dzięki temu można je przerabiać tradycyjnymi metodami, ale mają one gorsze właściwości termiczne, chemiczne i powierzchniowe od czystego PTFE.

## Zastosowanie

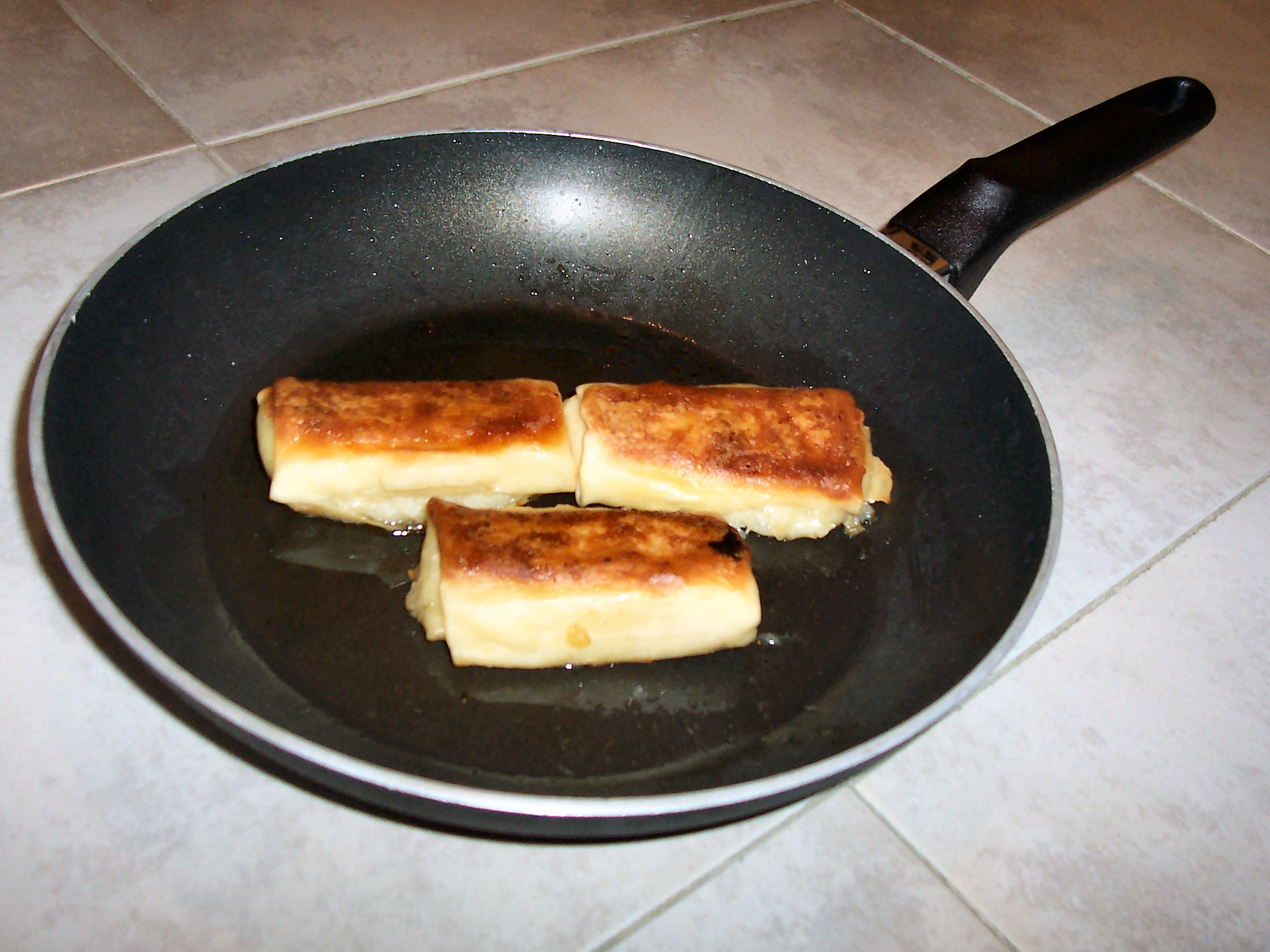
Patelnia pokryta PTFE zapobiega przywieraniu potraw do dna

- materiały, przedmioty i powłoki przedmiotów oraz elementy urządzeń pracujące w wysokich temperaturach i w kontakcie z agresywnymi środkami chemicznymi – aparatura chemiczna, naczynia kuchenne, ubrania strażackie (gazoszczelne)
- w medycynie do wyrobu protez naczyniowych i nici do szwów chirurgicznych[5]
- powłoki i materiały hydrofobowe (np. tkanina Gore-Tex)
- składnik smarów
- materiały, elementy urządzeń i powłoki poślizgowe (np. pocisków do broni ręcznej)
- materiały uszczelniające (nici, taśmy)
- implanty, kolczyki i tym podobne elementy mające stały kontakt z tkankami
- kompozytowe pasy transmisyjne na bazie włókna szklanego, odporne na wysoką temperaturę[6]

## Łączenie z blachą patelni
Teflon jest do blachy przyczepiony mechanicznie, na zasadzie retencji. Przed nałożeniem teflonu patelnia jest piaskowana, aby uzyskać mikrochropowatą powierzchnię, a następnie natryskuje się cienką warstwę wstępną tworzywa, tak zwany primer, i spieka go z patelnią, dzięki czemu teflon wypełnia wszystkie nierówności, łącząc się stabilnie z podłożem. Na tak przygotowaną powierzchnię nanosi się właściwą warstwę roboczą teflonu i stapia z primerem.